# Karol Andrzej Turek
Karol Andrzej Turek (ur. 22 lipca lub listopada 1897, zm. 21 czerwca 1984 w Londynie) – oficer piechoty Wojska Polskiego II RP, w 1966 mianowany przez władze RP na uchodźstwie na stopień pułkownika.

## Życiorys
Urodził się 22 lipca. lub listopada 1897. Podczas I wojny światowej był żołnierzem Legionów Polskich. Po zakończeniu wojny został przyjęty do Wojska Polskiego. Został awansowany na stopień porucznika piechoty ze starszeństwem z dniem 1 lipca 1927. W 1928 był oficerem 65 Pułku Piechoty w Grudziądzu. W latach 30. był w kadrze Korpusu Kadetów Nr 1 we Lwowie, pełniąc funkcję wychowawcy. Według stanu z marca 1939 w stopniu kapitana był dowódcą 2 kompanii w KK-1.
Po wybuchu II wojny światowej przedostał się na Zachód i wstąpił do Wojska Polskiego we Francji. Później trafił do Szkocji.
Po wojnie pozostał na emigracji. Był prezesem Koła 5 p.p. Legionów „Zuchowaty”. W 1966 został awansowany przez władze RP na uchodźstwie na stopień pułkownika piechoty.
Zmarł 21 czerwca 1984 w Londynie. Jego żoną była Janina (zmarła 6 stycznia 1984 w wieku 81 lat).

## Ordery i odznaczenia
- Krzyż Niepodległości (13 kwietnia 1931, za pracę w dziele odzyskania niepodległości)[10]
- Krzyż Walecznych – trzykrotnie (przed 1928)
- odznaczenia polskie i zagraniczne[2]